# Henrik Hansen (bryder)
 Der er flere personer med dette navn, se Henrik Hansen.
Christian Henrik Hansen (født 26. maj 1920, død 26. august 2010) var en dansk bryder.
Han deltog ved OL 1948 i London, hvor han stillede op i græsk-romersk brydning i weltervægt. Her vandt han sin førsterundekamp over en egyptisk modstander, hvorpå han i anden runde tabte til svenske Gösta Andersson. Derpå vandt han over en nordmand og over en østriger, inden han i femte runde tabte til ungarske Miklós Szilvásy. Ungareren tabte finalekampen mod Andersson, der dermed fik guld, og da Henrik Hansen var den eneste tabende deltager i femte runde, fik han bronze.